# Farmington (condado de La Crosse, Wisconsin)
Farmington es un pueblo ubicado en el condado de La Crosse en el estado estadounidense de Wisconsin. En el Censo de 2010 tenía una población de 2.061 habitantes y una densidad poblacional de 10,53 personas por km².

## Geografía
Farmington se encuentra ubicado en las coordenadas 44°2′10″N 91°3′48″O / 44.03611, -91.06333. Según la Oficina del Censo de los Estados Unidos, Farmington tiene una superficie total de 195.8 km², de la cual 195.36 km² corresponden a tierra firme y (0.22%) 0.44 km² es agua.

## Demografía
Según el censo de 2010, había 2.061 personas residiendo en Farmington. La densidad de población era de 10,53 hab./km². De los 2.061 habitantes, Farmington estaba compuesto por el 95.34% blancos, el 0.15% eran afroamericanos, el 0.19% eran amerindios, el 3.06% eran asiáticos, el 0% eran isleños del Pacífico, el 0.1% eran de otras razas y el 1.16% pertenecían a dos o más razas. Del total de la población el 0.49% eran hispanos o latinos de cualquier raza.